# Josephine Fröhlich
Josephine Fröhlich urodzona jako Josepha Caroline Fröhlich (ur. 12 grudnia 1803 w Wiedniu, zm. 7 maja 1878 tamże) – austriacka śpiewaczka operowa.

## Życiorys
Josephine Fröhlich urodziła się w Wiedniu w 1803 roku jako najmłodsza z czterech córek Matthiasa Fröhlicha (1756-1843) i Barbary Mayr (1764-1841):
- Anna (1793–1880)
- Barbara (1797–1879)
- Katharina Fröhlich (1800–1879)

Podobnie jak jej siostry była wyjątkowo uzdolniona muzycznie. Ich dom był ważnym miejscem muzycznej aktywności w Wiedniu. Franz Schubert był dobrym przyjacielem rodziny i często gościł w ich domu, gdzie wykonywał własne kompozycje lub improwizował na fortepianie. Na prośbę Anny napisał kilka kompozycji dla Josephine i Anny oraz dla uczniów Anny. Schubert napisał partię solową w dwóch swoich kompozycjach na głos Josephine (Zögernd Leise D 921 (1827) i kantata Miriam Siegesgesang D 942 (1828)). Poeta Franz Grillparzer, który był przyjacielem rodziny, napisał teksty do tych kompozycji.
Josephine pobierała naukę śpiewu w latach 1819-21, śpiewała także w Wiedeńskim Towarzystwie Muzycznym (Gesellschaft der Musikfreunde).
Na scenie opery zadebiutowała w 1821 w operze Mozarta Uprowadzenie z seraju. Po debiucie w Wiedniu wyjechała w trasę po Skandynawii. W Danii przyznano tytuł Kongelige kammersangere (śpiewaczka Opery Królewskiej) króla Fryderyka VI Oldenburga. Po tournee w Pradze w 1826 roku i Mediolanie w 1830 roku, osiadła w Wiedniu, gdzie udzielała prywatnych lekcji śpiewu.  Występowała również w znanych salonach wiedeńskich rodzin, takich jak: Raphaela Georga Kiesewettera, Ignaza Sonnleithnera, Antona Pettenkoffera.